# Fryderyk Kazimierz frysztacki

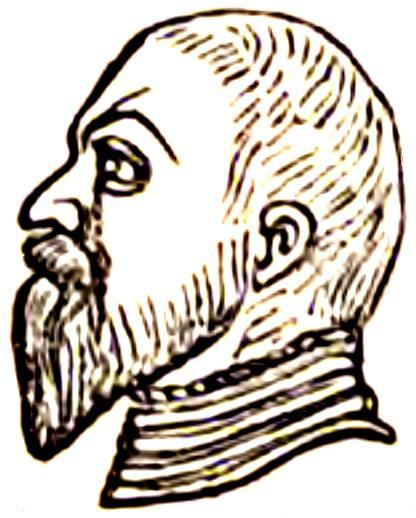
Fryderyk Kazimierz Frysztacki

Fryderyk Kazimierz (ur. w grudniu 1541 lub w styczniu 1542  – zm. 4 maja 1571), książę cieszyński, od 1560 w Frysztacie i Skoczowie, od 1565 w Bielsku.
Fryderyk Kazimierz był najstarszym synem księcia cieszyńskiego Wacława III Adama i jego pierwszej żony Marii z Pernsteinu. Przez większość życia, był jedynym spadkobiercą ojca w księstwie. Stan ten uległ zmianie dopiero w 1570, w związku z narodzinami przyrodniego brata Chrystiana Augusta. 
Za pełnoletniego Fryderyk Kazimierz został uznany w 1560, wtedy też otrzymał od ojca własną dzielnicę z Frysztatem i Skoczowem. Pięć lat później do księstwa dołączone zostało również Bielsko. 
28 grudnia 1563 książę frysztacki poślubił w Legnicy Katarzynę (zmarłą 3 września 1569), córkę księcia legnickiego Fryderyka III.
Pomimo niezbyt wysokich dochodów Fryderyk Kazimierz prowadził niezwykle wystawne życie, co w krótkim czasie doprowadziło księstwo do bankructwa. Długi wynoszące według powołanej specjalnej komisji cesarskiej wyniosły astronomiczną sumę 244000 talarów, co spowodowało konieczność sprzedaży po jego śmierci administrowanych przez niego dóbr. W przyszłości bratu Fryderyka Kazimierza - Adamowi Wacławowi udało się odzyskać tylko w 1592 Skoczów. We Frysztacie i Bielsku utworzyły się magnackie państwa stanowe.
Z małżeństwa z Katarzyną legnicką książę frysztacki doczekał się córki Katarzyny (zm. w wieku siedmiu lat w 1571). 
Fryderyk Kazimierz zmarł za życia ojca 4 maja 1571. Został pochowany w majątku swojej matki w Pardubicach.